# راد سیلینگ
راد سیلینگ (انگلیسی: Rod Seiling؛ زادهٔ ۱۴ نوامبر ۱۹۴۴) بازیکن هاکی روی یخ اهل کانادا بود.
از باشگاه‌هایی که در آن بازی کرده‌است می‌توان به نیویورک رنجرز اشاره کرد.